# Discocactus heptacanthus
Discocactus heptacanthus är en kaktusväxtart som först beskrevs av João Barbosa Rodrigues, och fick sitt nu gällande namn av Nathaniel Lord Britton och Joseph Nelson Rose. Discocactus heptacanthus ingår i släktet Discocactus och familjen kaktusväxter. Inga underarter finns listade i Catalogue of Life.

## Bildgalleri

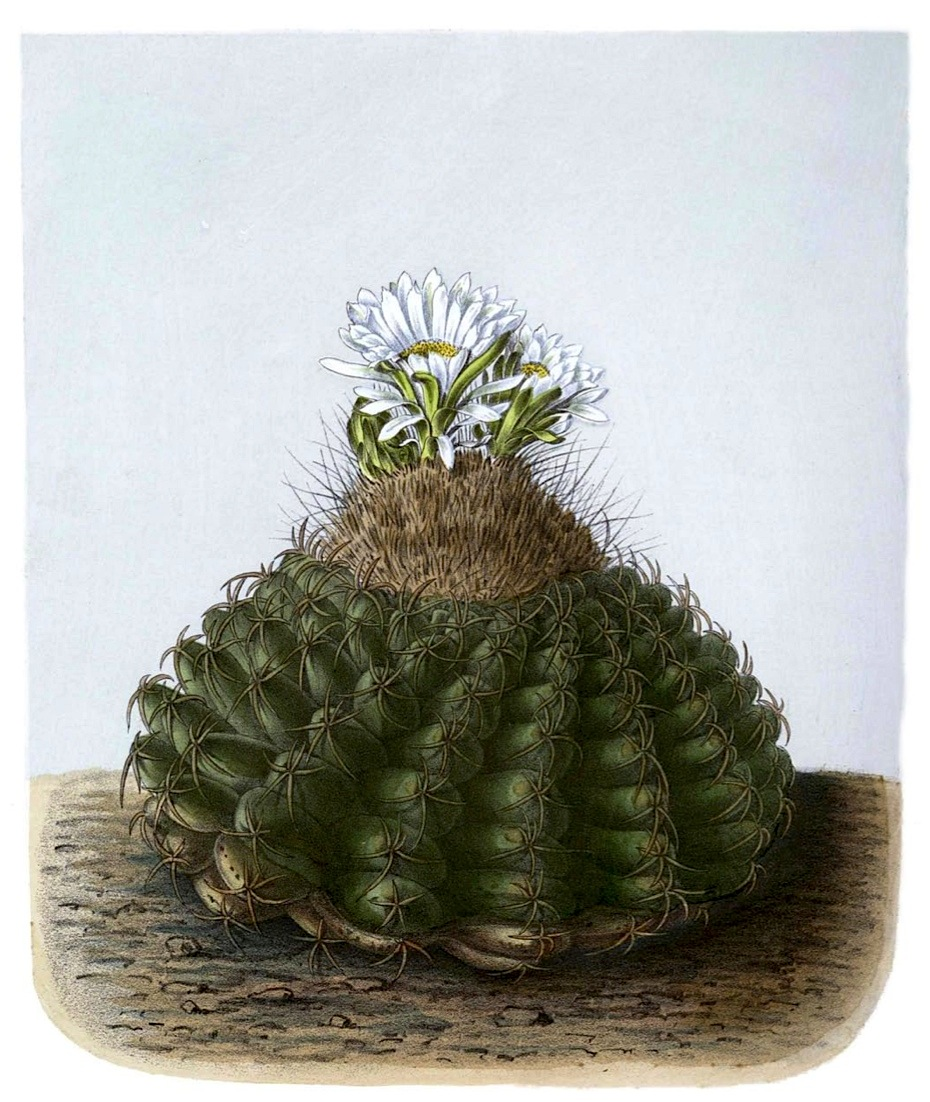